# 和道流
和道流（わどうりゅう）は、大塚博紀が創始した空手道と柔術の流派。

## 和道流空手道
大塚博紀は、神道揚心流、および為我流の柔術を大成した上で、船越義珍・本部朝基・摩文仁賢和に学んだ空手、さらには久保義八郎より学んだ柳生神影流等の古流剣術の体捌きを加えて創始した。松濤館流、剛柔流、糸東流と並び、空手護身術の四大流派の一つに数えられている。。

### 形
大塚博紀が残した形は、以下の16個である。
- 基本形
- 平安初段 （平安の読み方は「ピンアン」）
- 平安弐段
- 平安参段
- 平安四段
- 平安五段
- ナイハンチ
- 公相君
- セイシャン
- チントウ
- バッサイ
- ジオン
- ニーセイシ
- ジッテ
- ローハイ
- ワンシュウ

和道流の全日本空手道連盟指定形は次のとおり。
- 第一指定形：チントウ、セイシャン
- 第二指定形：クーシャンクー、ニーセーシ

## 和道流柔術拳法
大塚博紀は空手のみではなく和道流柔術拳法も創始した。これは、神道揚心流柔術を母体に、為我流などの柔術諸流や空手の特長を加えたものである。現在、和道流柔術拳法は日本古武道協会に空手・琉球古武術として加盟している。
柔術拳法は和道流空手道の有段者のみに伝授されている。

## 主な会派団体
全日本空手道連盟和道会
- 和道流最大規模の団体であり、和道流全体を統括する組織として全日本空手道連盟の協力団体となっている。所属している大学の主要校としては、東京大学、東京農業大学、明治大学、立教大学、東海大学、國學院大學、熊本工業大学、福岡大学等がある。

詳しくは全日本空手道連盟和道会の項参照
和道流空手道連盟
- 二代宗家・大塚博紀が世襲し、現在は三代宗家・大塚博紀が会長・最高師範を務めている。和道流柔術拳法の指導も行っている。所属している大学の主要校としては、日本大学、東京外国語大学等がある。

詳しくは和道流空手道連盟の項参照
日本空手道教育研究会
- 道原伸司が創設。

詳しくは日本空手道教育研究会の項参照